# Apostolische prefectuur Bakoe
De Apostolische prefectuur Bakoe (Latijn: Apostolica Praefectura Bakuensis) is een rooms-katholieke apostolische prefectuur, die het grondgebied van de staat Azerbeidzjan beslaat. De zetel is in de hoofdstad Bakoe. De prefectuur staat onder direct gezag van de Heilige Stoel.

## Geschiedenis
Op 11 oktober 2000 onttrok paus Johannes Paulus II Azerbeidzjan aan de Apostolische Administratie Kaukasus en benoemde het tot missio sui iuris Bakoe. Op 22 en 23 mei 2002 bezocht paus Johannes Paulus II het missiegebied. Op 8 april 2011 werd het verheven tot apostolische prefectuur. 
Het aantal rooms-katholieken in Azerbeidzjan is zeer klein (0,0005%). De bevolking is over het algemeen moslim. Van de 17% christenen die er wonen behoort het grootste gedeelte tot de Russisch- en Georgisch-Orthodoxe Kerken en de Armeens-Apostolische Kerk.

## Prefect
De volgende personen waren achtereenvolgens prefect van Bakoe:

### Superior
- 2000-2003: Jozef Dniel Pravda SDB
- 2003-2009: Ján Čapla SDB
- 2009-2011: Vladimir Fekete SDB

### Prefect
- Sinds 2011: Vladimir Fekete SDB